# Cybianthus tayoensis
Cybianthus tayoensis Pipoly & Ricketson – gatunek roślin z rodziny pierwiosnkowatych (Primulaceae). Występuje naturalnie w północno-wschodnim Peru. 

## Morfologia
LiścieBlaszka liściowa ma 6–7 cm szerokości. Na jej górnej powierzchni dobrze widoczne są żyłki drugorzędowe.
KwiatyKielich ma 1–1,2 mm długości. Płatki są jajowate, całobrzegie i mają czerwoną barwę.